# スヴェン・ニューポート
スヴェン・ニューポート（Sven Nieuwpoort, 1993年4月13日 - ）は、オランダ・デン・ヘルダー出身の元サッカー選手。現役時代のポジションはディフェンダー。

## 経歴
2011年12月21日、アヤックス・アムステルダムに加入した。
2014年5月29日、ゴー・アヘッド・イーグルスと2年契約を結んだ。
2019年8月、SCカンブールに加入した。
2021年7月27日、SBVエクセルシオールと単年契約を結んだ。
2024年7月9日、現役引退を表明した。